# Rolandssången

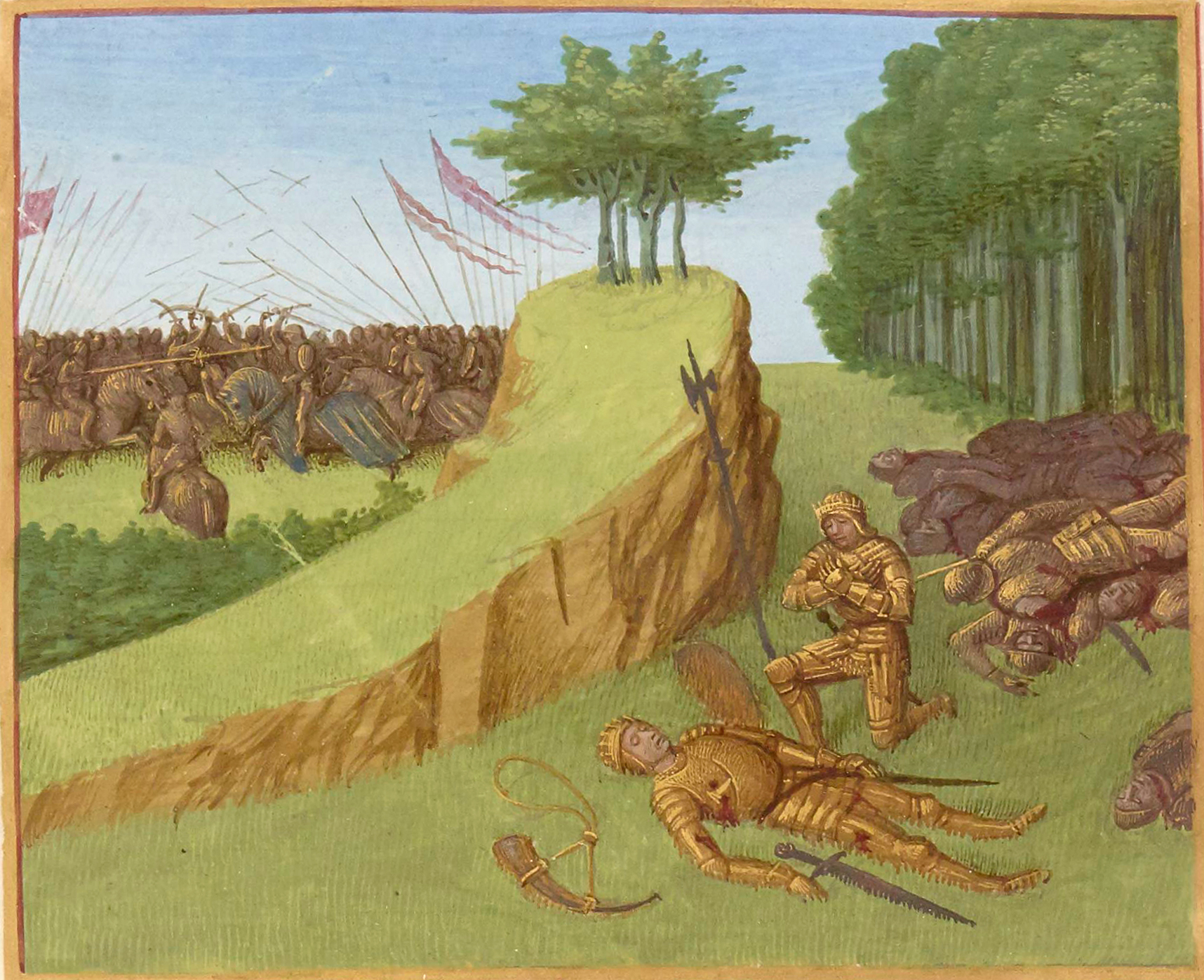
Illumination från cirka 1455–1460 som visar Rolands död under slaget vid Roncesvalles.

Rolandssången eller Rolandskvädet (Chanson de Roland) är ett diktverk, en chanson de geste, från 1100-talet om riddaren Roland som tidigt kämpade i kristenhetens namn men stupade i slaget vid Roncesvalles år 778 mot kristna basker, eller muslimska saracener.
Verket är skrivet för att läsas högt och är skrivet på tiostavig vers. Stilen liknar den som används i Li romans d'Alixandre, skrivet av den samtida Alexandre de Bernay men versmåttet är inte alexandrin utan ett annat. Verket är uppdelat i blad, men alla blad har inte överlevt. För att förenkla kan man dela upp verket i fyra delar. Författaren identifieras i verket som "Turoldus". Det översattes till högtyska 1170 av munken Conrad. Flera italienska renässansskalder utgick i sina verk från Rolandssången. Florentinaren Luigi Pulci gjorde med sin Morgante (1478) en parodi på berättelsen. Matteo Maria Boiardos Orlando innamorato (Den förälskade Roland) är däremot en allvarsamt romantiserad version av den galante riddarens äventyr. Ludovico Ariosto fortsatte Boiardos berättelse med Morgante i minnet när han år 1516 utgav sin Orlando Furioso (Den rasande Roland). År 1685 skrevs för övrigt en opera med Rolandssången som förlaga av fransmannen Jean-Baptiste Lully.

## Rolandssången i korthet
Året är 778 e.Kr. och Karl den store har efter sitt härnadståg i Spanien beslutat att föra hem den frankiska hären genom bergspassen vid Roncesvalles i Pyrenéerna. I och med detta måste den enorma hären sprida ut sig i en lång kolonn. För att skydda de sårbara trupperna utses ett arriärgarde att ledas av Roland, Markgreve av Bretagne och enligt sången även systerson till Karl den store. Med i eftertruppen finns också ärkebispen Turpin och Rolands vapenbroder Olivier jämte flera av Karl den stores paladiner.
Genom ett förräderi tidigare genomdrivet av Ganelon, Rolands fosterfar, överrumplas den frankiska eftertruppen av en överväldigande saracensk här, ledd av kung Marsil av Saragossa. Förhindrad av sin ridderliga heder anser sig Roland oförmögen att blåsa sitt horn Olifanten efter hjälp från den frankiska huvudhären. Detta trots hans vapenbroders Oliviers vädjanden. Med detta är den frankiska truppen dömd till undergång. Roland och de frankiska riddersmännen dör efter en blodig och i detalj skildrad manspillan som martyrer i bergspasset vid Roncevaux.
Rolands egen död intar en central roll i berättelsen. Däremot berättas aldrig att Roland skadas av fiendevapen utan det är först när han till slut beslutar sig för att blåsa i hornet som han spränger sina egna tinningar och får sitt banesår. Slaget är då redan vunnet men den frankiska eftertruppen är tillintetgjord av de muslimska styrkorna. Roland själv är döende. När alla saracener till slut bragts om livet eller jagats på flykt kan Roland söka upp en lämplig plats för sin död och han insomnar till slut ovanpå sitt horn Olifanten och sitt svärd Durendal under ett pinjeträd i dalarna nedanför slagfältet.
När Karl den store, som redan tidigare insett Ganelons förräderi, till slut hör Rolands svaga hornstötar genom de spanska bergspassen, vänder han tårögd hären och sätter den i sporrsträck för att hjälpa Roland och hans franker. Karl den stores riddare kommer dock för sent till slagfältet och de finner sina döda kamrater utspridda över den spanska jorden. Som hämnd för förräderiet drar nu Karl den store ner mot Saragossa och möter på vägen en här ledd av emiren av Kairo, Baligan. Saragossa intas och härjas av frankerna.
I slutet av sången förs Rolands, tillsammans med ärkebispen Turpins och Oliviers kvarlevor åter till Karl den stores residens i Ais, dagens Aachen, i Frankerriket. Förrädaren Ganelon avrättas tillsammans med många ur hans familj. Sången tar sitt slut i att den trötte och till ålder komne Karl i en dröm ser hur han återigen tvingas dra i fält mot kristenhetens fiender.

## Översättningar till svenska
Delar av Rolandssången har bland annat översatts till svenska av Frans G Bengtsson.
2009 gavs hela verket ut i översättning till svenska av Jens Nordenhök och 2010 gavs verket ut i en ytterligare översättning till svenska av Leif Duprez och Gunnar Carlstedt. Den förstnämnda är skriven på rytmisk prosa och den senare har en snävare metrisk form.

## Verklighetens Roland och slaget vid Roncevaux
Verklighetens Roland (av Bretagne) stupade mot kristna basker vid Roncevaux år 778.

## Nutid
Moderna musikgrupper har skrivit sånger som direkt eller indirekt går att hänföra till Rolandssången. Van der Graaf Generator, Glittertind, GWAR och Trio Mediæval är exempel på sådana.
Modern litteratur som hämtar delar av sin inspiration från verket är exempelvis Judith Tarrs Kingdom of the Grail. Luigi Dallapiccola har skrivit "Rencesvals: Trois Fragments de la Chanson de Rolan".

## Fotnoter
1. ↑  Rolandsången: Jens Nordenhök (översättning, företal och efterord) och Dick Harrison (förord), Brandgul, Lund 2009.
2. ↑  Rolandssången: Duprez, Leif och Carlstedt, Gunnar (red.), Bonnier, Stockholm 2010.
3. ↑  Bra Böckers lexikon
4. ↑  ”Glittertind - Rolandskvadet (live)”. YouTube. http://www.youtube.com/watch?v=9ErNXdtNRPI. Läst 1 maj 2012.

- Glittertinds rolandssång på norska